# Cobre al berilio

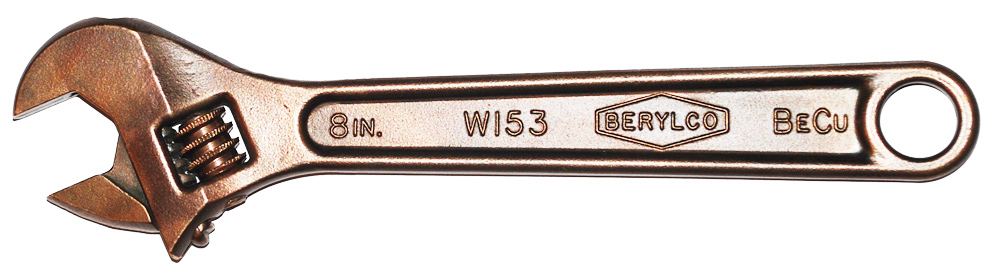
Llave inglesa con la inscripción 'BeCu' en el mango, para indicar que está hecha de cobre al berilio

El cobre al berilio (CuBe), también conocido como berilio cobre (BeCu), bronce de berilio y cobre de muelles, es una aleación de cobre con 0,5-3% de berilio, y en ocasiones con otros elementos. Combina una alta resistencia con cualidades no magnéticas, y no generara chispas. Tiene excelentes propiedades metalúrgicas para su conformado y mecanizado. Posee numerosas aplicaciones especiales, como en herramientas para entornos peligrosos, instrumentos musicales, dispositivos de medición de precisión, balas o en la industria aeroespacial. Las aleaciones de berilio presentan el peligro de generar emanaciones tóxicas durante su fabricación. 

## Propiedades
El cobre al berilio es una aleación dúctil, soldable y mecanizable. Al igual que el cobre puro, es resistente a los ácidos no oxidantes como el ácido clorhídrico y al ácido carbónico; a los productos de descomposición plásticos; a la abrasión y al desgaste. Se puede tratar con calor para aumentar su resistencia, durabilidad y conductividad eléctrica. El cobre al berilio alcanza la mayor resistencia (hasta 1400 megapascales (203 052,8 psi)) de cualquier aleación a base de cobre. Tiene buena conductividad térmica (62 Btu/ft-deg. FH), de tres a cinco veces más que el acero para herramientas. 

## Toxicidad
En forma sólida y formando parte de objetos terminados, el cobre al berilio no presenta ningún riesgo conocido para la salud. Sin embargo, la inhalación de polvo, neblina o humo que contiene berilio puede causar una enfermedad pulmonar grave, la enfermedad crónica por berilio. Esa enfermedad afecta principalmente a los pulmones, restringiendo el intercambio de oxígeno entre los pulmones y el torrente sanguíneo. La Agencia Internacional para la Investigación del Cáncer (IARC) enumera al berilio como carcinógeno humano del Grupo 1. El Programa Nacional de Toxicología de los Estados Unidos (NTP) también enumera al berilio como carcinógeno. 

## Usos

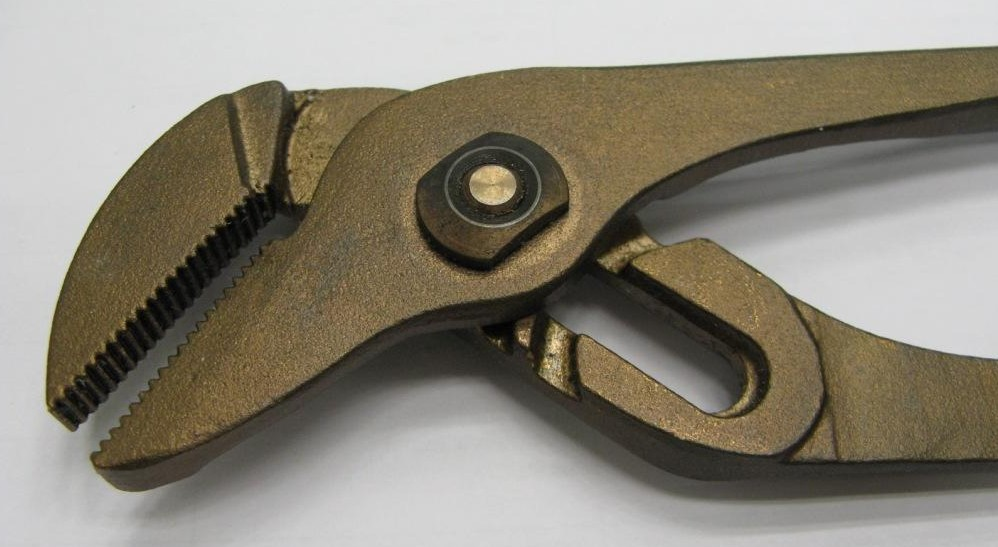
Ejemplo de una herramienta antichispas hecha de cobre al berilio

El cobre al berilio es una aleación no ferrosa utilizada en muelles, alambres de resortes, celdas de carga y otras partes que deben mantener su forma bajo tensiones constantes o repetidas. Tiene una alta conductividad eléctrica y se utiliza en contactos de baja tensión para baterías y conectores eléctricos. 
El cobre al berilio no produce chispas; es físicamente resistente y no magnético; y cumple con los requisitos de la directiva ATEX para las zonas 0, 1 y 2. Destornilladores de cobre al berilio, alicates, llaves, cinceles, cuchillas y martillos están disponibles para entornos con riesgos de explosión, como plataformas petrolíferas, minas de carbón y elevadores de grano. Un metal alternativo que a veces se usa para herramientas que no producen chispas es el bronce de aluminio . En comparación con las herramientas de acero, las herramientas de cobre al berilio son más caras y no tan resistentes, pero sus propiedades en entornos peligrosos pueden superar esta desventaja. Algunos otros usos incluyen: 
- Algunos instrumentos de percusión por su tono y resonancia consistentes, especialmente panderetas y triángulos.
- Equipos criogénicos de temperatura ultrabaja, como los refrigeradores de dilución, debido a su resistencia mecánica y su conductividad térmica relativamente alta en este rango de temperatura.
- Moldes para la fabricación de envases de plástico (incluyendo prácticamente todas las jarras de leche de plástico), con el proceso de moldeo por soplado.
- Balas perforantes,[2] aunque dicho uso es inusual porque las balas hechas de aleaciones de acero son mucho menos costosas y tienen propiedades similares.
- Herramientas de medición durante la perforación (MWD) en la industria de la perforación direccional, donde se requiere una aleación no magnética, ya que los magnetómetros utilizan los datos de intensidad de campo recibidos por la herramienta. También por su alta resistencia combinada con propiedades anti-irritantes.
- Mantenimiento de máquinas de resonancia magnética, donde los campos magnéticos de alta intensidad hacen que el uso de herramientas ferrosas sea peligroso, y donde los materiales magnéticos en el campo pueden alterar la imagen.
- Las juntas utilizadas para crear un sellado electrónico hermético a las radiofrecuencias (resistente a fugas de radiofrecuencia) en las puertas utilizadas con pruebas de EMC y cámaras anecoicas.
- Durante un tiempo, el cobre al berilio se usó en la fabricación de palos de golf, particularmente wedges y putters. Aunque algunos golfistas prefieren la sensación de los palos de CuBe, los problemas regulatorios y su alto coste han hecho que sean difíciles de encontrar en la producción actual.
- Kiefer Plating (una empresa desaparecida) de Elkhart, Indiana, construyó trompetas de cobre al berilio para la Schilke Music Co. de Chicago. Estos instrumentos producen un sonido preferido por algunos músicos.
- Los asientos y guías de válvulas de cobre al berilio se utilizan en motores de cuatro tiempos de alto rendimiento, revistiendo válvulas de titanio. Este método permite disipar el calor de la válvula hasta siete veces más rápido que los asientos y guías de acero granulado o hierro. Además,reduce el desgaste de la válvula y aumenta su vida útil.

El alambre de cobre al berilio se produce en muchas formas: redondo, cuadrado, plano y conformado; en bobinas o en varillas rectas.

## Aleaciones
El cobre al berilio (C17200 y C17300) es una aleación de endurecimiento por envejecimiento que alcanza mayor resistencia que cualquier otra aleación a base de cobre. Puede endurecerse después de la formación de muelles o de formas complejas e intrincadas. Se valora por sus propiedades para fabricar muelles, resistencia a la corrosión, estabilidad, conductividad y bajo deslizamiento. 
El cobre al berilio templado es una aleación C17200 o C17300 que ha sido endurecida y estirada en frío. No es necesario un tratamiento térmico más allá de una posible leve relajación de tensiones. Es lo suficientemente dúctil para enrollarse en su propio diámetro y se puede doblar para fabricar resortes y en la mayoría de las formas. El alambre templado es más útil cuando se requieren las propiedades del cobre al berilio, y el endurecimiento por envejecimiento de las piezas terminadas no es práctico. 
Las aleaciones de cobre al berilio C17510 y C17500 son endurecibles por envejecimiento y proporcionan buena conductividad eléctrica, propiedades físicas y resistencia. Se usan en resortes y cables donde es importante la conducción eléctrica o la retención de propiedades a temperaturas elevadas. 
Las aleaciones de cobre al berilio de alta resistencia contienen hasta un 2,7% de berilio (fundido), o 1,6-2% de berilio con aproximadamente 0,3% de cobalto (forjado). La resistencia se logra mediante el endurecimiento por envejecimiento. La conductividad térmica de estas aleaciones se encuentra entre la de los aceros y la del aluminio. Las aleaciones coladas se forman frecuentemente con moldes de inyección. Las aleaciones forjadas están designadas por la norma UNS como C17200 a C17400; y las aleaciones fundidas son C82000 a C82800. El proceso de endurecimiento requiere un enfriamiento rápido del metal recocido, lo que da como resultado una solución en estado sólido de berilio en cobre, que luego se mantiene a 200-460 °C durante al menos una hora, produciendo una precipitación de cristales de berilio metaestables en la matriz de cobre. Sobrepasar la fase de equilibrio agota los cristales de berilio y reduce la resistencia. Los berilioides en las aleaciones de fundición son similares a los de las aleaciones forjadas. 
Las aleaciones de cobre al berilio de alta conductividad contienen hasta 0,7% de berilio con algo de níquel y cobalto. La conductividad térmica de estas aleaciones es mayor que la del aluminio y ligeramente menor que la del cobre puro, y a menudo se usan como contactos eléctricos.